# يون سو-يي
يون سو-يي (بالكورية: 윤소이)‏ هي ممثلة كورية جنوبية. ولدت يوم 5 يناير 1985 في سول في كوريا الجنوبية.

## روابط خارجية
- يون سو-يي على موقع IMDb (الإنجليزية)
- يون سو-يي على موقع قاعدة بيانات الفيلم (الإنجليزية)